# Власов, Юрий Петрович
Ю́рий Петро́вич Вла́сов (5 декабря 1935, Макеевка — 13 февраля 2021, Москва) — советский тяжелоатлет, русский писатель, российский политический деятель.
Заслуженный мастер спорта СССР (1959). Выступал за ЦСКА. Тренеры: Евгений Николаевич Шаповалов, с 1957 года — Сурен Петросович Богдасаров. Выступал в тяжёлом весе.
- Олимпийский чемпион (1960), серебряный призёр Олимпийских игр (1964).
- 4-кратный чемпион мира (1959, 1961—1963).
- 6-кратный чемпион Европы (1959—1964; в неолимпийские годы чемпионаты проводились в рамках чемпионатов мира).
- 5-кратный чемпион СССР (1959—1963).
- Установил 31 рекорд мира и 41 рекорд СССР (1957—1967).

Знаменосец делегации СССР на открытии Олимпийских игр 1960 и 1964 годов.
С 1959 года занимался литературной, а с середины 1980-х годов по 1996 год — общественной и политической деятельностью. Возглавлял Федерацию тяжёлой атлетики СССР (1985—1987) и Федерацию атлетической гимнастики СССР (1987—1989). Народный депутат СССР (1989—1991), депутат Государственной думы РФ (1993—1995).

## Биография
Отец — Пётр Власов (Владимиров) (1905—1953) — разведчик, журналист и дипломат, специалист по Китаю. Мать — Мария Даниловна (урождённая Лымарь; 1905—1987) — родилась на Кубани, заведующая библиотекой.
Юрий родился 5 декабря 1935 года в Макеевке. Во время войны он находился в эвакуации в Западной Сибири. Позднее, вспоминая это время, он писал:

Я всегда сожалел о том, что годы войны лишили меня полноценного питания. Я вырос бы намного более крепким, если бы не полуголод. Я тяжко переживал недостаток еды, потому что рос бурно, могуче. Восьми лет от недоедания я почти облысел — это случилось в 1943 году.

С отличием окончил Саратовское суворовское военное училище (1953) и Военно-воздушную инженерную академию имени Н. Е. Жуковского в Москве (1959). По окончании академии получил звание старшего лейтенанта (специальность — инженер по авиационной радиосвязи).
В 1960—1968 годах — инспектор по спорту ЦСКА. В мае 1968 года подал рапорт об увольнении в запас; уволен в звании капитана.

### Спортивная карьера
Весной 1957 года впервые стал рекордсменом СССР в рывке (144,5 кг) и толчке (183,0 кг); меньше чем через месяц Алексей Медведев вернул себе рекорды. Мастер спорта СССР (1957).
Первого успеха на чемпионатах СССР достиг в 1958 году, заняв 3-е место (470 кг). В 1959 году захватил лидерство в тяжёлом весе, на соревнованиях не проигрывал до Олимпийских игр 1964 года.

#### 1959—1963 годы

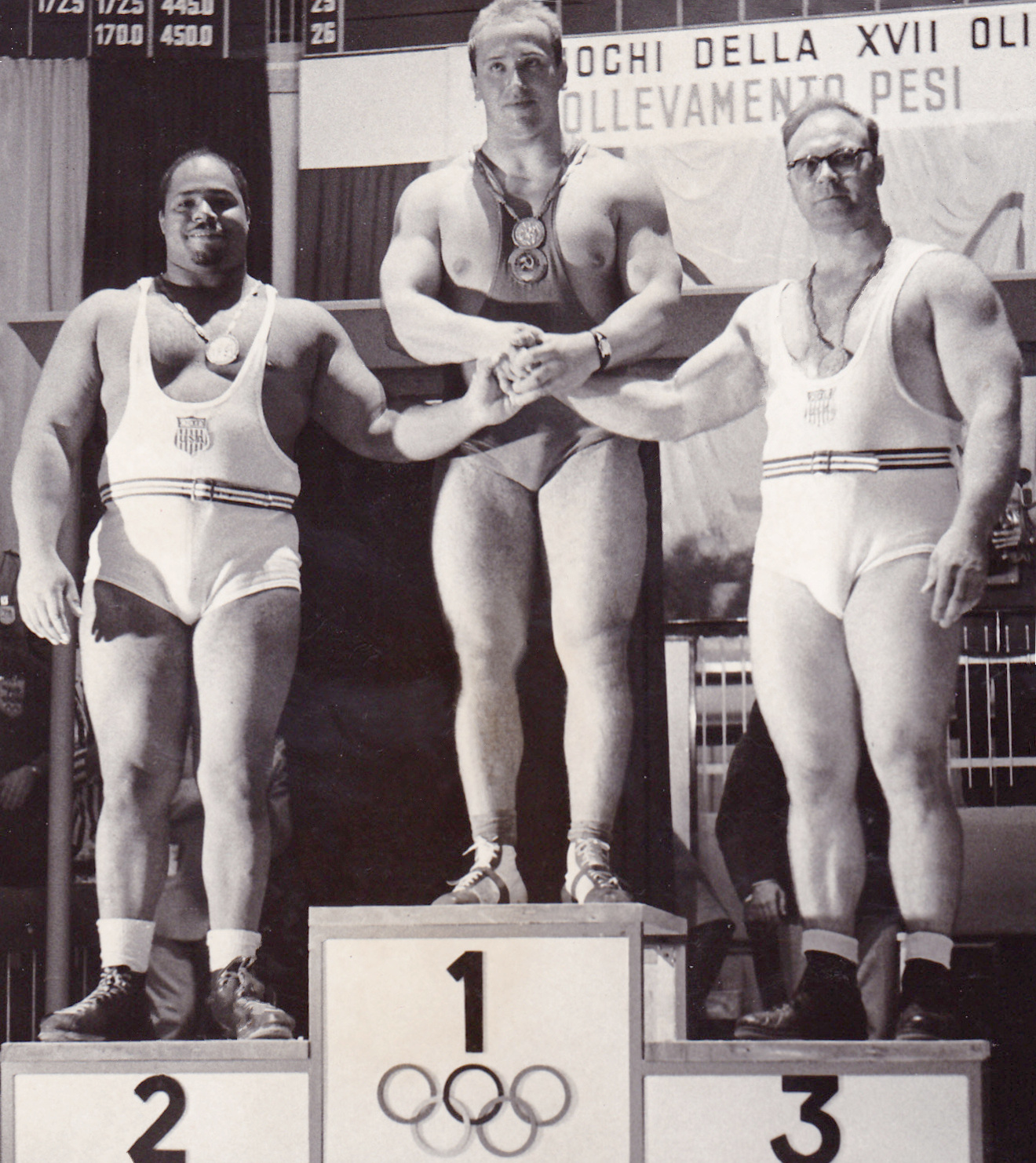
Власов (в центре) на пьедестале на Олимпийских играх 1960 года в Риме

На Олимпийских играх в Риме, 10 сентября 1960 года, выжал 180 кг (столько же, сколько и Джеймс Брэдфорд из США, ставший в итоге серебряным призёром), вырвал 155 кг (опередив ближайших преследователей на 5 кг) и толкнул 202,5 кг, что дало в сумме 537,5 кг (Брэдфорд отстал в толчке на 20 кг, а в сумме — на 25 кг).
Толчок Власов начал, когда все конкуренты уже закончили соревнования. Первая попытка — 185 кг, олимпийское «золото» и мировой рекорд в троеборье — 520 кг (прежний принадлежал с 1955 года американцу Полу Андерсону. Вторая попытка — 195 кг — и мировой рекорд в троеборье становится уже 530 кг. Третья попытка — 202,5 кг (мировой рекорд); окончательный результат в троеборье — 537,5 кг — стал не только мировым рекордом, но и превысил достижения Андерсона — официальное (512,5 кг) и неофициальное (533 кг) — показанные в 1956 году.
В 1961 году в Вене на чемпионате мира в один из перерывов к Власову привели, по его словам, худощавого долговязого мальчика. Власов через переводчика пожелал юному Арнольду Шварценеггеру успехов в спорте и поддержал морально. Слова Власова оказали сильное влияние на Арнольда, он несколько лет упорно занимался тяжёлой атлетикой, но успехов не добился и переключился на культуризм. Когда зимой 1988 года Арнольд захотел встретиться, Власов удивился этому, так как не помнил о предыдущей встрече.
В 1959—1963 годах основными соперниками Власова на международной арене были спортсмены США, в первую очередь — Норберт Шемански. Шемански, несмотря на свой возраст — он родился в 1924 году — дважды (1961, 1962) отбирал у Власова рекорды мира в рывке и дважды (1962, 1963) становился вторым на чемпионатах мира. Особенно упорным было соперничество на чемпионате мира 1962 года, когда Шемански проиграл всего 2,5 кг, выиграв жим и рывок.

#### Игры 1964 года
На Олимпийские игры 1964 года в Токио Власов приехал в качестве фаворита. Главным его соперником был товарищ по команде Леонид Жаботинский, который в марте установил мировые рекорды в рывке, толчке и сумме (к началу Игр Власов рекорды вернул). Жаботинский имел больший собственный вес (154,4 кг против 136,4 кг), поэтому в случае равных результатов преимущество получал Власов.
Жим выиграл Власов с мировым рекордом — 197,5 кг, Жаботинский отстал на 10 кг. В рывке Власов взял 162,5 кг только с третьей попытки, позволив Жаботинскому уменьшить разрыв до 5 кг — тот взял 167,5 кг (третья попытка на 172,5 кг оказалась неудачной). Неожиданно Власов пошёл на четвёртый, дополнительный (не идущий в зачёт троеборья) подход, в котором установил мировой рекорд — 172,5 кг.
В первой попытке толчка Жаботинский взял 200 кг. «Всем своим видом я демонстрировал, что отказываюсь от борьбы за „золото“, и даже снизил начальный вес. Власов, почувствовав себя хозяином помоста, ринулся покорять рекорды и… срезался» — так позже комментировал ход борьбы Жаботинский. Власов толкнул 205 кг, а затем — 210 кг. После этого вес штанги был установлен выше мирового рекорда — 217,5 кг. Вторая попытка Жаботинского была неудачной (позже многие считали, что Жаботинский специально не взял вес), третья попытка Власова — тоже, а Жаботинский в своей третьей попытке толкнул штангу и стал олимпийским чемпионом.
Как написала одна из японских газет, «два сильнейших человека России — Никита Хрущёв и Юрий Власов — пали почти в один день» (соревнования в тяжёлом весе состоялись 18 октября, через 4 дня после снятия Хрущёва).

#### Уход из большого спорта
Как вспоминал сам Власов, сразу же после Игр в Токио он отказался от активных тренировок. Однако из-за финансовых проблем осенью 1966 года тренировки возобновил. 15 апреля 1967 года на чемпионате Москвы Власов установил свой последний мировой рекорд (за который получил 850 рублей), а в 1968 году официально простился с большим спортом.
В феврале 1988 года Арнольд Шварценеггер приезжал в Москву и одной из целей его поездки была встреча со своим кумиром Юрием Власовым, что Арнольд и сделал в московском спортивном клубе «Атлетика» Дома пионеров Калининского района.

### Литературная деятельность
С 1959 года Власов начал печатать очерки и рассказы, а через два года он стал лауреатом второй премии конкурса на лучший спортивный рассказ 1961 года (организаторы — редакция газеты «Советский спорт» и Московское отделение Союза писателей; первая премия не присуждена). На чемпионат мира 1962 года Власов поехал не только как спортсмен, но и как специальный корреспондент газеты «Известия».
Первая книга — сборник рассказов «Себя преодолеть» — вышла в 1964 году.
В 1968 году, после ухода из большого спорта и увольнения из армии, Власов стал профессиональным литератором. В последующие годы выходят повесть «Белое мгновение» (1972) и роман «Солёные радости» (1976).
Особняком стоит книга «Особый район Китая. 1942—1945» (1973), которую Юрий Власов опубликовал под псевдонимом отца (Владимиров). Книга стала результатом семилетней (как позже вспоминал Власов) работы в архивах, опросов очевидцев, в ней использованы дневники Петра Парфёновича Власова.
Затем последовал долгий перерыв, в течение которого Юрий Власов писал в основном «в стол». В 1984 году была издана книга «Справедливость силы», а в 1989 году вышло её новое, переработанное издание (в книге указаны годы написания: 1978—1979 и 1987—1989). Автобиография по форме, книга содержит многочисленные экскурсы в историю тяжёлой атлетики, размышления о спорте и не только.
Большинство последующих книг Власова — исторические и публицистические, оба этих жанра тесно переплетены.
Наиболее монументальное произведение в творчестве Власова — трёхтомник «Огненный крест», жанр которого определён автором как «историческая исповедь». Власов рассказывал, что идея написать роман о революции появилась у него в 1959 году, и тогда же он начал собирать материалы. С 1978 года Власов перенёс несколько операций на позвоночнике; после тяжёлой операции 1983 года он приступил к созданию целостного текста. В 1991—1992 годах вышло двухтомное издание, в которое не вошло около трети написанного материала; в 1993 году вышло трёхтомное издание. В этой трилогии Власов делает вывод о тождестве ленинизма и фашизма и большевизму противопоставляет христианскую нравственность.
В 1990-е годы Власов пишет множество публицистических статей, которые затем были изданы отдельными сборниками.

### Общественная деятельность в спорте
- 1985—1987 — председатель Федерации тяжёлой атлетики СССР.
- 1987—1988 — председатель Федерации атлетической гимнастики СССР. После признания Госкомспортом СССР в апреле 1987 года атлетической гимнастики (культуризма) как вида спорта была образована Федерация атлетизма СССР, первым председателем которой стал Власов (возглавлял до весны 1989 года)[17][18].

В конце 1980-х годов Юрий Власов активно выступал в средствах массовой информации против применения допинга в спорте.

### Политическая деятельность

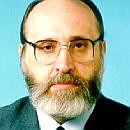
Юрий Власов, начало 1990-х годов

- 1989—1991 — народный депутат СССР. Был избран на повторных выборах по округу. Входил в Межрегиональную депутатскую группу. На I Съезде народных депутатов СССР 31 мая 1989 года выступил с речью, в которой подверг острой критике КПСС. Власов одним из первых в стране подверг публичной критике КГБ, назвав его «подпольной империей» и «самым мощным из всех существующих орудий аппарата»:

...в недрах этого здания мучили и пытали людей, как правило, лучших, гордость и цвет наших народов...Юрий Власов на I Съезде народных депутатов СССР, 1989 год
Осенью 1989 года вышел из КПСС.
30 марта 1992 года опубликовал в газете «Куранты» статью «Сумерки демократии», в которой выступил против проводимых в России реформ и за отставку руководителей государства.
- 1993—1995 — депутат Государственной думы РФ. Список Российского христианского демократического движения (лидер — Виктор Аксючиц), в котором № 3 был Власов, не набрал необходимого количества подписей для регистрации[23]. Победил как независимый кандидат по округу, набрав 24,54 % голосов и опередив Константина Борового.

Работал в Комитете по безопасности. Входил в депутатскую группу «Российский путь» (в июне 1994 года вышел). В феврале 1994 года баллотировался на пост председателя Государственной думы.
- На выборах Государственной думы 1995 года, набрав около 12 % голосов, проиграл по округу Константину Боровому; также входил в список блока «Власть народу», не преодолевшего рубеж 5 %.
- В 1996 году баллотировался на президентских выборах. В предвыборной программе декларировалось: «Есть лишь одна единственная сила, которая способна соединить едва ли не всех и при этом стать идеологической основой Российского государства — народный патриотизм»[24]. По итогам первого тура выборов Власов набрал 0,20 % голосов, после чего отошёл от общественной и политической деятельности.

### Смерть
13 февраля 2021 года скоропостижно скончался в Москве на 86-м году жизни. Причиной смерти мог стать тромб. Кремирован. Урна с прахом захоронена на Новодевичьем кладбище.

## Спортивные достижения

### Официальные соревнования
| Год                        | Соревнование                     | Место проведения           | Результат                  | Сумма, кг                  | Жим + рывок + толчок       | Собственный вес, кг        |
| Международные соревнования | Международные соревнования       | Международные соревнования | Международные соревнования | Международные соревнования | Международные соревнования | Международные соревнования |
| -------------------------- | -------------------------------- | -------------------------- | -------------------------- | -------------------------- | -------------------------- | -------------------------- |
| 1959                       | чемпионат мира, чемпионат Европы | Варшава                    | чемпион                    | 500                        | 160 + 147,5 + 192,5        | 115,0                      |
| 1960                       | чемпионат Европы                 | Милан                      | чемпион                    | 500                        | 170 + 145 + 185            | 116,7                      |
| 1960                       | Олимпийские игры                 | Рим                        | чемпион                    | 537,5                      | 180 + 155 + 202,5          | 122,7                      |
| 1961                       | чемпионат мира, чемпионат Европы | Вена                       | чемпион                    | 525                        | 180 + 155 + 190            | 124,9                      |
| 1962                       | чемпионат мира, чемпионат Европы | Будапешт                   | чемпион                    | 540                        | 177,5 + 155 + 207,5        | 130,0                      |
| 1963                       | чемпионат мира, чемпионат Европы | Стокгольм                  | чемпион                    | 557,5                      | 187,5 + 160 + 210          | 131,5                      |
| 1964                       | чемпионат Европы                 | Москва                     | чемпион                    | 562,5                      | 190 + 165 + 207,5          | 130,7                      |
| 1964                       | Олимпийские игры, чемпионат мира | Токио                      | 2-е место                  | 570                        | 197,5 + 162,5 + 210        | 136,4                      |
| Чемпионат СССР             |                                  |                            |                            |                            |                            |                            |
| 1958                       |                                  | Сталино                    | 3-е место                  | 470                        | 155 + 135 + 180            | 112,4                      |
| 1959                       | II Спартакиада народов СССР      | Москва                     | чемпион                    | 495                        | 160 + 150 + 185            | 115,2                      |
| 1960                       |                                  | Ленинград                  | чемпион                    | 510                        | 170 + 150 + 190            | 119,1                      |
| 1961                       |                                  | Днепропетровск             | чемпион                    | 550                        | 180 + 160 + 210            | 126,8                      |
| 1962                       |                                  | Тбилиси                    | чемпион                    | 522,5                      | 187,5 + 150 + 185          | 126,3                      |
| 1963                       | III Спартакиада народов СССР     | Ленинград                  | чемпион                    | 542,5                      | 185 + 152 + 205            | 132,0                      |

### Рекорды мира
До 1962 года действовал пункт правил, согласно которому при установлении на одном соревновании в одном упражнении 
 нескольких мировых рекордов в качестве официального рекорда засчитывался только лучший результат.
| Троеборье | Троеборье         |      |             |                |                  |
| --------- | ----------------- | ---- | ----------- | -------------- | ---------------- |
| 537,5 кг  | 180 + 155 + 202,5 | 1960 | 10 сентября | Рим            | Олимпийские игры |
| 550 кг    | 180 + 160 + 210   | 1961 | 22 декабря  | Днепропетровск | Чемпионат СССР   |
| 552,5 кг  | 187,5 + 160 + 205 | 1963 | 13 сентября | Стокгольм      | Чемпионат мира   |
| 557,5 кг  | 187,5 + 160 + 210 | 1963 | 13 сентября | Стокгольм      | Чемпионат мира   |
| 562,5 кг  | 190 + 165 + 207,5 | 1964 | 28 июня     | Москва         | Чемпионат Европы |
| 570 кг    | 195 + 170 + 205   | 1964 | 3 сентября  | Подольск       |                  |
| 575 кг    | 195 + 170 + 210   | 1964 | 3 сентября  | Подольск       |                  |
| 580 кг    | 195 + 170 + 215   | 1964 | 3 сентября  | Подольск       |                  |

| Рывок    |      |             |                  |                  |
| -------- | ---- | ----------- | ---------------- | ---------------- |
| 151,5 кг | 1959 | 22 апреля   | Ленинград        |                  |
| 153 кг   | 1959 | 4 октября   | Варшава          | Чемпионат мира   |
| 155,5 кг | 1960 | 7 июня      | Ленинград        | Чемпионат СССР   |
| 163 кг   | 1961 | 22 декабря  | Днепропетровск   | Чемпионат СССР   |
| 169 кг   | 1964 | 26 января   | Москва           |                  |
| 170,5 кг | 1964 | 3 сентября  | Подольск         |                  |
| 172,5 кг | 1964 | 18 октября  | Токио            | Олимпийские игры |
| Толчок   |      |             |                  |                  |
| 197,5 кг | 1959 | 22 апреля   | Ленинград        |                  |
| 202 кг   | 1960 | 10 сентября | Рим              | Олимпийские игры |
| 205 кг   | 1961 | 27 июня     | Кисловодск       |                  |
| 206 кг   | 1961 | 29 июля     | Лондон           |                  |
| 208 кг   | 1961 | 29 сентября | Швехат (Австрия) |                  |
| 210,5 кг | 1961 | 22 декабря  | Днепропетровск   | Чемпионат СССР   |
| 211 кг   | 1962 | 30 мая      | Оулу (Финляндия) |                  |
| 212,5 кг | 1963 | 13 сентября | Стокгольм        | Чемпионат мира   |
| 215,5 кг | 1964 | 3 сентября  | Подольск         |                  |
| Жим      |      |             |                  |                  |
| 186 кг   | 1962 | 2 апреля    | Москва           |                  |
| 188,5 кг | 1962 | 10 мая      | Тбилиси          | Чемпионат СССР   |
| 190,5 кг | 1963 | 29 июня     | Вена             |                  |
| 192,5 кг | 1963 | 29 августа  | Подольск         |                  |
| 196 кг   | 1964 | 3 сентября  | Подольск         |                  |
| 197,5 кг | 1964 | 18 октября  | Токио            | Олимпийские игры |
| 199 кг   | 1967 | 15 апреля   | Москва           |                  |

### Антропометрические данные в период выступлений
- Рост — 187 см[28].
- Наибольший соревновательный вес — 136,4 кг (1964).

## Книги
- Себя преодолеть. — М.: «Молодая гвардия», 1964. — 270 с.
- Комната клоуна. — М.: «Правда», 1965. — 48 с. (серия «Библиотека Огонёк»)
- Белое мгновение: Рассказы, повесть — М.: «Советская Россия», 1972. — 222 с.
- Владимиров П. П. Особый район Китая. 1942—1945. — М.: Агентство печати «Новости», 1973. — 656 с. — 150 000 экз.

Книга была переиздана в СССР (1977), издана на вьетнамском (1973), английском (1974, Индия; 1975, США), японском (1975), чешском (1975), немецком (1976, ГДР), китайском (1976, Тайвань; 2004, Китай) языках.
- Солёные радости. — М.: «Советская Россия», 1976. — 352 с.
- Справедливость силы. — М.: «Молодая гвардия», 1984. — 304 с.
- Формула мужества. — М.: «Знание», 1987. — 94 с.
- Справедливость силы. — Л.: «Лениздат», 1989. — 608 с. — ISBN 5-289-00374-6

2-е издание книги было расширено примерно в два раза. Впоследствии книга переиздавалась (1995: «Наука—Культура—Искусство», ISBN 5-88853-001-8; 2012: «Альпина паблишер», ISBN 978-5-9614-4286-1).
- Стечение сложных обстоятельств. — М.: «Советский спорт», 1990. — 18 с. — ISBN 5-278-0025-6 (повесть)
- Геометрия чувств. — Киев: «Ленинградский комитет литераторов», 1991. — 256 с. — ISBN 5-85490-019-X
- Стужа. — 1992.
- Огненный крест. — М.: «Прогресс», «Культура», 1993. — ISBN 5-01-003925-7 — в трёх книгах:
  - Книга 1. «Женевский» счёт. — 512 с. — ISBN 5-01-003926-5
  - Книга 2. Гибель адмирала. — 656 с. — ISBN 5-01-003927-3
  - Книга 3. Бывшие. — 560 с. — ISBN 5-01-003928-1

Ранее, в 1991—1992 годах, в издательстве «Новости» вышли 2 тома книги.
- Верить!
- Кто правит бал: Сборник выступлений 1988—1992. — М.: «Пресса», 1993. — 304 с. — ISBN 5-7037-0264-X
- Русь без вождя. — Воронеж: Воронежская областная организация Союза писателей России, 1995. — 528 с. — ISBN 5-86742-027-2
- Мы есть и будем. — Воронеж: Издательство Воронежской областной типографии, 1996. — 718 с. — ISBN 5-87456-058-0
- Русская Правда. — 1999.
- Временщики (Временщики: Судьба национальной России: Её друзья и враги) — М.: «Детектив-Пресс», 1999. — 464 с. — ISBN 5-89935-002-4

Впоследствии книга переиздавалась (2005: «Эксмо», «Алгоритм», ISBN 5-699-09970-0).
- Красные валеты. — М.: «Алгоритм», 2005. — 360 с. — (Великий атлет России) — ISBN 5-9265-0233-0
- 93-й. Год великого поражения. — М.: «Алгоритм», 2006. — 288 с. — (Старая гвардия) — ISBN 5-9265-0246-2
- Великий передел. — М.: «ДПК Пресс», 2011. — в двух томах:
  - 1 том — 572 с. — ISBN 978-5-91976-010-8;
  - 2 том — 432 с. — ISBN 978-5-91976-011-5.

## Награды
- Орден Ленина (16.09.1960) — за успешные выступления в XVII летних и VIII зимних Олимпийских играх 1960 года, а также за выдающиеся спортивные достижения[29]
- Орден Трудового Красного Знамени (1969)
- Орден «Знак Почёта» (30.03.1965)

## Документалистика
- Главная редакция спортивных программ ЦТ Гостелерадио СССР. 1986 г. Встреча в Концертной студии Останкино с заслуженным мастером спорта Юрием Власовым.  87 мин. YouTube-канал «Советское телевидение» Гостелерадиофонда России. {{cite episode}}: |series= пропущен или пуст (справка)
- Документальный фильм. Автор и режиссёр: Сергей Толкачёв. 1996 г. Штанга весом 20 тысяч тонн.  30 мин. {{cite episode}}: |series= пропущен или пуст (справка)
- Документальный фильм. ООО «Под знаком „Пи“» по заказу ВГТРК. 2015 г (13.06.2019). Выходят на арену силачи. Евгений Сандов и Юрий Власов.  40 мин. ГТРК «Культура». {{cite episode}}: Проверьте значение даты: |airdate= (справка); |series= пропущен или пуст (справка)